# Idre Fjäll
Idre Fjäll är en alpin vintersportanläggning som invigdes 1968. Den ligger omkring 10 km öster om tätorten Idre i Älvdalens kommun, nära Städjan och Nipfjället. Liftanläggningarna är belägna på fjället Gränjåsvålen, vars topp är belägen på cirka 890 meter över havet. Vintern är den största säsongen i Idre Fjäll. Det finns även sommaraktiviteter.
I Idre-trakterna finns tre ytterligare alpinanläggningar, Idre Himmelfjäll, Fjätervålen och Grövelfjäll. Tillsammans har de 97 nedfarter och 42 liftar. Det finns ett gemensamt liftkort som heter Idrepasset.
En av pisterna i Idre Fjäll är Chocken, som med sin upp till 46 graders lutning (högst upp i backen) räknas som Sveriges brantaste skidbacke. I den svarta pisten har flera olyckor inträffat, varav en år 2000 med dödlig utgång. Sedan dess har denna del sprängts bort för att öka säkerheten i backen.

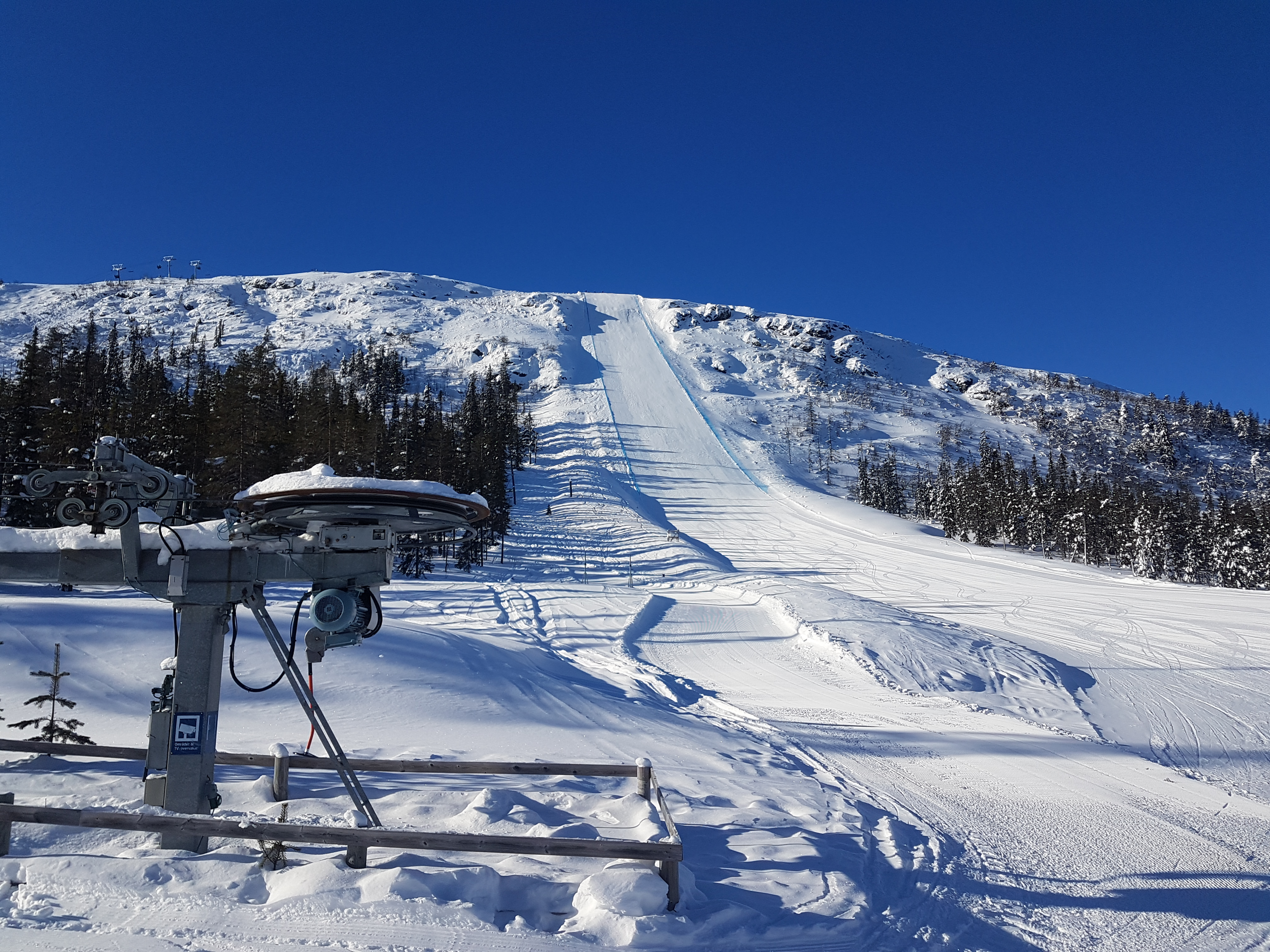
Skidbacken Chocken i Idre Fjäll.